# Leopoldina Kos
Leopoldina Kos, slovenska političarka in pedagoginja, * 1889, † 1968.
Že pred drugo svetovno vojno je postala članica Komunistične partije Slovenije; povzpela se je do položaja članice ženske komisije pri CK ZKS.
Med vojno je bila aktivna v OF; od leta 1943 pa tudi v VOSu. Septembra 1944 so jo aretirali Nemci in poslali v koncentracijsko taborišče Auschwitz, ki ga je preživela.